# Tarsius wallacei
El tarsero de Wallace (Tarsius wallacei) es una especie de primate tarsiforme que habita en la isla de Célebes, Indonesia. Habita al centro de la isla y sus poblaciones no confluyen con otras especies de tarsero, de las cuales se distingue por el fenotipo, las vocalizaciones y el genotipo. Su área de distribución es pequeña, no rebasando probablemente los 50 km². Su hábitat está constituido por bosque primario y secundario, y se encuentra parcialmente intervenido con áreas taladas destinadas como zonas de cultivos, situación que constituye su principal amenaza. Como los otros tarseros es de hábitos nocturnos; se guarece durante el día y en la noche sale a la búsqueda de insectos, el principal componente de su dieta.